# Padogobius bonelli
A Padogobius bonelli a csontos halak (Osteichthyes) főosztályának a sugarasúszójú halak (Actinopterygii) osztályába, ezen belül a sügéralakúak (Perciformes) rendjébe, a gébfélék (Gobiidae) családjába és a Gobiinae alcsaládjába tartozó faj.
A Padogobius halnem típusfaja.

## Előfordulása
A Padogobius bonellit Horvátországban, Olaszországban, Svájcban és Szlovéniában lehet megtalálni. Az élőhely elvesztése veszélyeztetné ezt a halfajt.

## Élőhelye
A Padogobius bonelli a folyókban él.

## Rokon faj
A Padogobius bonelli legközelebbi rokona, és a Padogobius halnem másik faja, az olasz folyamigéb (Padogobius nigricans).

### Fordítás
- Ez a szócikk részben vagy egészben  a   Padogobius bonelli című angol Wikipédia-szócikk fordításán alapul.  Az eredeti cikk szerkesztőit annak laptörténete sorolja fel. Ez a jelzés csupán a megfogalmazás eredetét és a szerzői jogokat jelzi, nem szolgál a cikkben szereplő információk forrásmegjelöléseként.